# Hirnant
| System                           | Oddział  | Piętro    | Wiek (mln lat) |
| -------------------------------- | -------- | --------- | -------------- |
| Sylur                            | Landower | Ruddan    | młodsze        |
| Ordowik                          | Późny    | Hirnant   | 445,6–443,7    |
| Ordowik                          | Późny    | Kat       | 455,8–445,6    |
| Ordowik                          | Późny    | Sandb     | 460,9–455,8    |
| Ordowik                          | Środkowy | Darriwil  | 468,1–460,9    |
| Ordowik                          | Środkowy | Daping    | 471,8–468,1    |
| Ordowik                          | Wczesny  | Flo       | 478,6–471,8    |
| Ordowik                          | Wczesny  | Tremadok  | 488,3–478,6    |
| Kambr                            | Furong   | Piętro 10 | starsze        |
| Podział według IUGS, lipiec 2009 |          |           |                |

Hirnant (ang. Hirnantian)
- w sensie geochronologicznym – trzeci wiek późnego ordowiku, trwający około 2 miliony lat (od 445,6 ± 1,5 do 443,7 ± 1,5 milionów lat temu).

- w sensie chronostratygraficznym – trzecie piętro górnego ordowiku, wyższe od katu a niższe od ruddanu (sylur). Stratotyp dolnej granicy hirnantu znajduje się w Wangjiawan koło miasta Yichang nad Jangcy (południowe Chiny). Dolną granicę hirnantu wyznacza pierwsze pojawienie się graptolita Normalograptus extraordinarus. Nazwa pochodzi od Hirnantia – górnoordowickiego zespołu ramienionogowego.